# Żółć pęcherzykowa
Żółć pęcherzykowa – rodzaj żółci zmagazynowanej przez pęcherzyk żółciowy.
Pojęciem żółci pęcherzykowej określa się żółć zmagazynowaną w pęcherzyku żółciowym i następnie wydzieloną do jelita cienkiego.
Pod względem cech fizycznych żółć pęcherzykowa jest ciemniejsza i bardziej gęsta niż żółć wątrobowa ponieważ podlega zagęszczaniu w pęcherzyku, w efekcie czego jest dziesięciokrotnie bardziej stężona. Ponadto żółć pęcherzykowa jest lekko kwaśna w odróżnieniu od zasadowej żółci wątrobowej. W jej skład wchodzi woda, fosfolipidy, cholesterol, kwasy tłuszczowe, bilirubina, pierwotne kwasy żółciowe (kwas cholowy i chenodeoksycholowy) oraz elektrolity. Żółć pęcherzykowa nie zawiera wszystkich kwasów żółciowych wykorzystywanych w trawieniu, gdyż część z nich powstaje dopiero w wyniku przemian pierwotnych kwasów żółciowych w jelicie.